# Sonet 58 (William Szekspir)

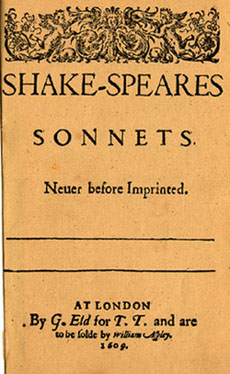
Strona tytułowa pierwszego wydania sonetów Shakespeare’a

Sonet 58 (Bóg, który stworzył mnie twym niewolnikiem) – jeden z cyklu sonetów autorstwa Williama Shakespeare’a. Po raz pierwszy został opublikowany w 1609 roku.

## Treść
W sonecie tym podmiot liryczny, który przez niektórych badaczy jest utożsamiany z autorem, pokazuje jak wiele jest gotowy zrobić dla tajemniczego młodzieńca.
Utwór ten bezpośrednio nawiązuje do sonetu 56.